# Marsupilami (videogioco)
Marsupilami è un videogioco a piattaforme del 1995 sviluppato da Apache Software per Sega Mega Drive basato sull'omonimo personaggio creato da André Franquin.